# G2 Esports
G2 Esports é uma organização profissional de esportes eletrônicos de origem espanhola com sede em Berlim, Alemanha, com jogadores competindo em League of Legends, Counter-Strike: Global Offensive, Rainbow Six Siege, Valorant, Rocket League, Fortnite e iRacing. A organização foi fundada na Espanha em 24 de fevereiro de 2014 como Gamers2 pelo ex-jogador profissional de League of Legends Carlos "ocelote" Rodríguez Santiago e o investidor Jens Hilgers. A organização foi renomeada para G2 Esports em 15 de outubro de 2015.

## Organização
Carlos Rodríguez renunciou ao cargo de CEO da G2 em 23 de setembro de 2022, em meio à controvérsia em torno de sua convivência com Andrew Tate, conhecido por seus comentários misóginos nas mídias sociais. Ele já havia sido suspenso de sua posição depois que um clipe dele festejando com Andrew e seu irmão Tristan Tate se tornou viral. Os comentaristas mais tarde suspeitaram que esse incidente fosse a razão pela qual a G2 foi negada a ter um lugar na franquia na temporada de 2023 do Valorant Champions Tour. Carlos Rodriguez foi posteriormente suspenso de competições sancionadas pela Riot Games até 13 de novembro de 2022, tendo que seguir uma sensibilidade e treinamento executivo para ser permitido de volta a LEC.

## Divisões atuais

### League of Legends
Depois que Carlos "ocelote" Rodríguez deixou a equipe de League of Legends da SK Gaming no outono de 2013, o espanhol resolveu construir sua própria equipe. A Gamers2 se classificou para disputar a etapa de primavera da EU LCS de 2016 e logo após foi renomeada para G2 Esports. A equipe sofreu algumas mudanças em seu elenco para sua primeira EU LCS, que resultou na conquista do campeonato. Com seu primeiro título, a G2 se classificou para o Mid-Season Invitational de 2016, terminando na quinta colocação. Após seu primeiro título da EU LCS, a G2 ainda ganharia as próximas três títulos da liga. No Mid-Season Invitational de 2017, a G2 perdeu de 3–1 para a SK Telecom T1 na grande final no Rio de Janeiro, Brasil.
O ano de 2019 foi o melhor para a equipe até o momento. Além de ganharem as duas etapas do ano da LEC (nova EU LCS), o time foi vencedor do Mid-Season Invitational, derrotando a Team Liquid na grande final e se tornando a única equipe ocidental a vencer o campeonato até hoje. No mesmo ano, a G2 foi vice-campeã do Campeonato Mundial para a FunPlus Phoenix em uma final de 3–0.

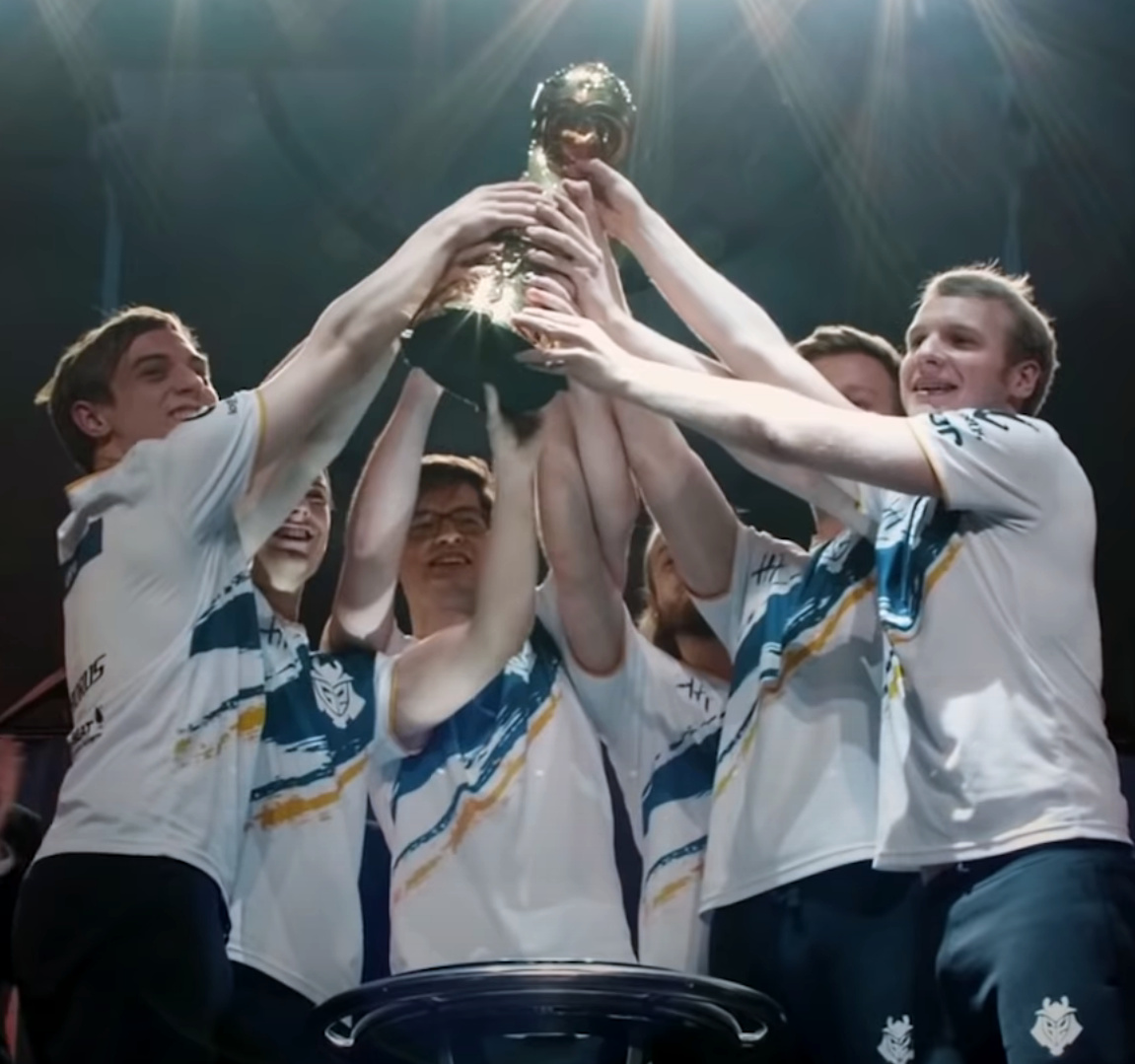
G2 Esports levantando o troféu do Mid-Season Invitational de 2019

Na etapa de verão da LEC de 2020, a G2 Esports ultrapassou o recorde de títulos da Fnatic no torneio europeu, ao vencê-los na final do campeonato por 3–0. Na etapa de inverno de 2023, a organização foi a primeira a se tornar decacampeã da LEC.

### Counter-Strike: Global Offensive
A G2 Esports entrou no cenário de Counter-Strike: Global Offensive em setembro de 2015, assinando com o elenco da Team Kinguin. Eles chegaram até as semifinais do DreamHack Open Cluj-Napoca 2015, o primeiro torneio Major em que disputaram.
Em junho de 2016, a G2 venceu o primeiro Esports Championship Series (ECS). No ano seguinte, eles foram campeões da 5ª temporada da ESL Pro League, vencendo a North (antiga equipe de esporte eletrônico do FC Copenhague) por 3–1. Em 2022, a equipe venceu a BLAST Premier World Final em cima da Team Liquid por 2–0. Em 2023, venceu o IEM Katowice ao derrotar a Heroic por 3–1 na final, onde faturaram cerca de R$ 2 milhões.

### Valorant
A G2 Esports entrou pela primeira vez na cena de Valorant em 16 de junho de 2020. A equipe participou do First Strike da Europa, o primeiro campeonato realizado pela Riot Games na região, onde chegaram até as semifinais caindo para a eventual campeã Team Heretics. Em 2021, a G2 se classificou para o VCT: Etapa 3 Masters em Berlim, onde novamente chegaram até as semifinais caindo para a campeã do torneio Gambit Esports. A G2 foi negada pela Riot Games para uma vaga de parceria nas ligas internacionais do Valorant Champions Tour para a temporada de 2023, apesar de terem sido uma das organizações favoritas a serem selecionadas. Foi especulado que isso ocorreu por causa de um incidente entre o ex-CEO Carlos Rodríguez e o misógino conhecido Andrew Tate.

#### G2 Gozen
Em outubro de 2021, a G2 anunciou a primeira equipe totalmente feminina da organização, que competiriam sob o nome de G2 Gozen (a palavra Gozen é um título honorífico concedido a samurais guerreiras no Japão; pode ser traduzido como "honorável"). Em novembro de 2022, a G2 Gozen venceu o primeiro mundial do Game Changers, vencendo a Shopify Rebellion por 3–2 na grande final.